# Armée des côtes de Cherbourg

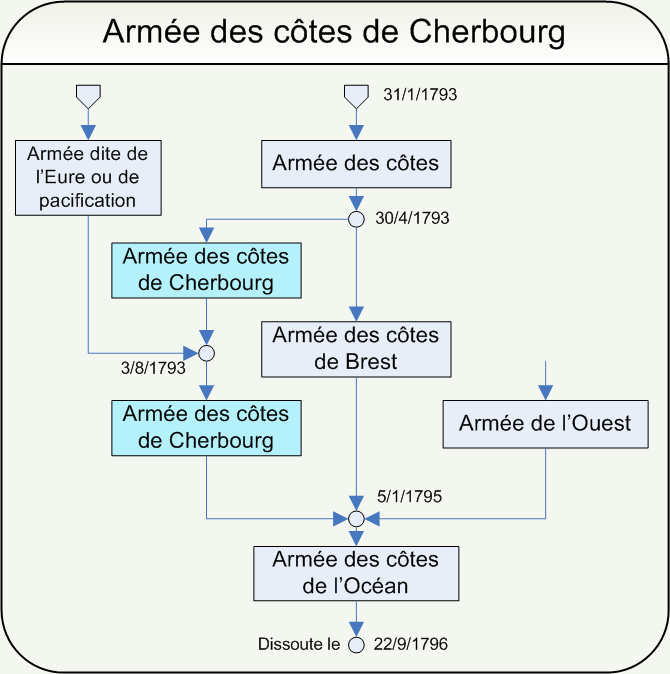
Évolution de l'armée des côtes de Cherbourg

L'armée des côtes de Cherbourg est une des armées de la Révolution française, issue en 1793 de la division de l'armée des côtes.
Elle est chargée de la défense des côtes de la Manche contre la menace britannique, « sur les côtes et dans les places, forts ou ports, depuis Saint-Malo inclusivement jusqu'à l'Authie ».

## Commandants en chef
- avril-juin 1793 : Georges Félix de Wimpffen en est le premier commandant, mais, passé aux Girondins, il est destitué et remplacé après leur chute (2 juin 1793)
- juin 1793 : Charles Guillaume Sepher.
- 18 novembre - 25 novembre 1793 : Jean Antoine Rossignol
- décembre 1793 : Pierre Vialle

Elle est unie en 1794 à celle des côtes de Brest sous le commandement de Lazare Hoche.
- mai-novembre 1795 : Jean-Baptiste Annibal Aubert du Bayet

## Opérations
- 1793 : Combat l'insurrection fédéraliste en Normandie et entre dans Caen

## Ont servi à l’armée des côtes de Cherbourg
- Henri Crublier d'Opterre comme directeur des fortifications
- Gabriel Marie Joseph d'Hédouville comme général de brigade
- Martin Jean François de Carrion de Loscondes

## Source
- Chef d'escadron d'état-major Charles Clerget, Tableaux des armées françaises pendant les guerres de la Révolution, sous la direction de la section historique de l'état-major de l'armée, librairie militaire R. Chapelot, Paris, 1905.